# (4847) Amenhotep
(4847) Amenhotep est un astéroïde de la ceinture principale.

## Description
(4847) Amenhotep est un astéroïde de la ceinture principale. Il fut découvert par Cornelis Johannes van Houten et Tom Gehrels le 24 septembre 1960 à l'observatoire Palomar. Il présente une orbite caractérisée par un demi-grand axe de 2,166 UA, une excentricité de 0,088 et une inclinaison de 0,856° par rapport à l'écliptique.
Il fut nommé en hommage aux pharaons nommés Amenhotep, souverains égyptiens de la XVIIIe dynastie. Amenhotep, dont le nom grec est Amenophis, signifie « Amon est en paix » ou « Amon est satisfait ». Amenhotep II fut enterré dans la vallée des rois et sa tombe décrit ses succès militaires. Amenhotep III fit construire un des temples les plus célèbres à Louxor. Sa momie est exposée au musée égyptien du Caire.

## Compléments